# Seebach (Laufach)
Der Seebach ist der linke Quellbach der Laufach im Landkreis Aschaffenburg im bayerischen Spessart.

## Geographie

### Verlauf
Der Seebach entspringt mehreren Quellen im Forst Hain im Spessart nordwestlich von Rothenbuch am Fuße des Bergrückens der Eselshöhe, unterhalb Miesberges (470 m ü. NHN) im Miesgrund. Er zieht in einem Rechtsbogen anfangs westlich, am Ende nördlich, durchfließt dabei einige Teiche und läuft an der Alten Forstmühle vorbei nach Hain im Spessart. Am rechten Talhang begleitet ihn auf einer langen Talsteige die Bundesstraße 26. Erst unterhalb der Mühle tritt der Seebach aus dem Wald und unterquert das Viadukt der Main-Spessart-Bahn, das im Volksmund Spessarttor genannt wird. In Hain im Spessart vereinigt er sich dann von links mit dem aus dem Osten kommenden Schwarzbach zur Laufach, die westlich abfließt.

### Zuflüsse
- Klingenzufluss aus Richtung des Autenbergs (links, 0,5 km[2] und 0,9 km²[3])
- Eichermich (links, 1,0 km[2] und 1,3 km²[3])
- Zufluss aus Richtung des Rindbergs (links, 0,5 km[2] und 0,6 km²[3])

### Flusssystem Aschaff
- Liste der Fließgewässer im Flusssystem Aschaff

## Einzelnachweise

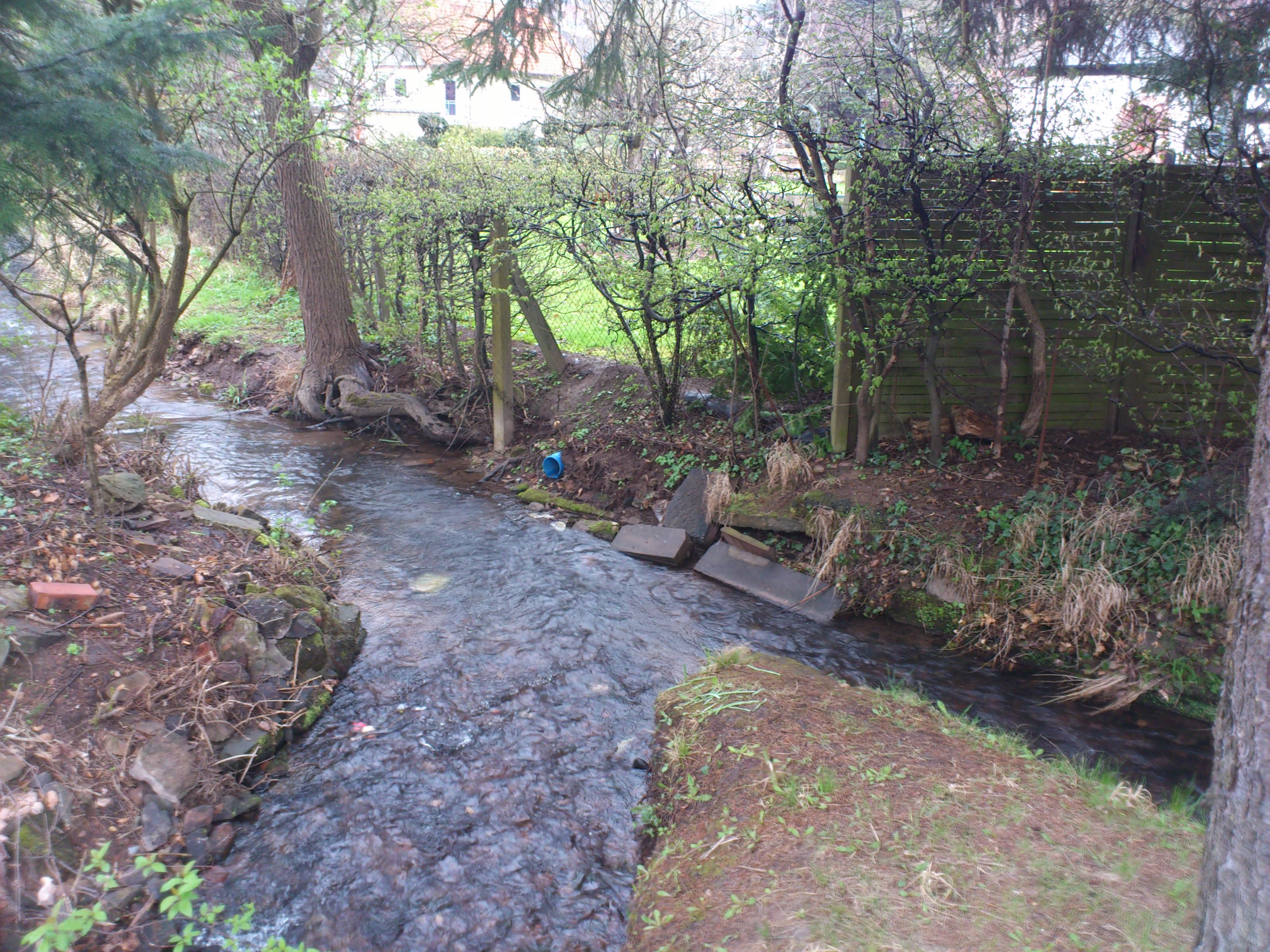
Zusammenfluss von Seebach (vorne) und Schwarzbach (rechts) zur Laufach (hinten links)